# Авторское право в Литве
Авторское право в Литве регулируется Законом Литвы об авторском праве, принятом 18 мая 1999 года. Это Закон Литовской Республики об авторских и смежных с ними правах № VIII-1185 от 18 мая 1999 года.
Вопросами защиты авторских прав в Литве занимается Агентство Литовской ассоциации по защите авторских прав (лит. — LATGA-A) и Литовская ассоциация смежных прав (лит. — AGATA). Ответственный орган — Министерство культуры Литовской Республики.

## История
Литва входила в состав Российской империи и в состав СССР — в 1940—1990 годы. Соответственно на территории республики действовали законы об авторском праве Российской империи, законы об авторском праве в СССР.
18 мая 1999 года в Литве был принят действующий Закон Литовской Республики об авторских и смежных с ними правах № VIII-1185.
В 2009 году в Литве предпринимались попытки лишить советских писателей, скульпторов, художников и режиссёров на территории Литвы авторских прав под предлогом создания ими «произведений, пропагандирующих нацистскую и коммунистическую идеологию». С таким предложением выступал депутат от правящей партии «Союз отечества — Христианские демократы» Юлюс Ааутартас.
В то же время писали, включая Дмитрия Быков высказались, что «…самые лучшие произведения Литвы были созданы именно в Советский период. Современные — гораздо ниже уровнем» и что «Все культурное достояние Прибалтики связано именно с Советским периодом. И это касается не только литературы, но и кинематографа, и театра. То, что они сегодня делают — все плохо»
С 30 апреля 1992 года Литва является членом Всемирной организации интеллектуальной собственности (англ. WIPO), является также участником международных договоров и конвенций в области защиты интеллектуальной собственности: Договора Всемирной торговой организации об аспектах прав на интеллектуальную собственность, связанных с торговлей (англ. TRIPS); Бернской конвенции об охране литературных и художественных произведений от 1886 года; Международной римской конвенции об охране прав исполнителей, производителей фонограмм и вещательных организаций от 1961 года и др.

## Содержание
Объектами авторских прав согласно действующему закону № VIII-1185 являются оригинальные литературные, научные и художественные произведения, которые являются выраженным в какой-либо объективной форме результатом авторской творческой деятельности. Авторские права возникают у создателя произведения с момента создания произведения и не регистрируются. Авторские права в Литве подразделяются на неимущественные права, которые принадлежат только автору и не могут быть отчуждены и на имущественные права, которые могут быть отчуждены третьим лицам.
В Литве законом осуществляется защита таких смежных прав, как имущественные и неимущественные права исполнителей, права производителей фонограмм, права транслирующих организаций, а также права производителя первой записи аудиовизуального произведения (фильма). В Литве также осуществляется защита прав изготовителей баз данных (прав sui generis).
Субъекты авторских и смежных прав имеют право передавать свои имущественные права другим для коллективного администрирования — специально для этих целей учрежденным ассоциациям по коллективному администрированию авторских и смежных прав.
Действующий в Литве закон устанавливает авторские права авторов на произведения литературы, науки и искусства; права исполнителей, изготовителей фонограмм, транслирующих организаций и изготовителей первой записи аудиовизуального произведения (фильма) (смежные права);
специальные (sui generis) положения правовой охраны баз данных; осуществление авторских прав и смежных прав, коллективное администрирование и защита.
Защита авторских и смежных прав подлежит применению после создания (исполнения) соответствующего произведения. В Литве не производится регистрация объектов авторских и смежных прав. Защита промышленной собственности связана с регистрацией на национальном уровне или на уровне ЕС (в случаях товарного знака Сообщества и зарегистрированного дизайна Сообщества) (за исключением защиты незарегистрированного дизайна Сообщества, защиты от недобросовестной конкуренции, защиты ноу-хау).
Авторское право в Литве действует на протяжении всей жизни автора и в течение 70 лет после смерти автора. Охрана морального права не ограничена по времени. В случае, если имя автора неизвестно или если автор писал под псевдонимом, срок действия составляет 70 лет после законного обнародования авторского произведения. Срок действия прав исполнителей составляет 50 лет после даты представления произведения.
Споры, связанные с авторскими и смежными правами в Литве, подлежат разрешению в судебном порядке.